# Тищенское
Ти́щенское — село в Изобильненском районе (городском округе) Ставропольского края Российской Федерации.

## География
Село расположено на правом берегу реки Егорлык, в 8 км северо-западнее районного центра — города Изобильный (11 км по дороге). На противоположном берегу реки — станица Баклановская.
Расстояние до краевого центра: 52 км.

## История
Село основано в 28 августа 1872 года, относилось к Ставропольской губернии.
Во время наводнения в мае 2014 года в селе подтопило 40 домов.
До мая 2017 года образовывало сельское поселение село Тищенское как его единственный населённый пункт в составе Изобильненского муниципального района, преобразованного путём объединения всех упразднённых поселений в Изобильненский городской округ.

## Население
| 1897  | 1901  | 1903  | 1925  | 1926  | 1989  | 2002  |
| ----- | ----- | ----- | ----- | ----- | ----- | ----- |
| 3024  | ↘2348 | ↗3029 | ↗3557 | ↘3476 | ↘2837 | ↗3376 |
| 2010  | 2012  | 2013  | 2014  | 2015  | 2016  | 2017  |
| ↘3325 | ↘3246 | ↘3223 | ↘3126 | ↘3045 | ↘3012 | ↘3004 |
| 2021  |       |       |       |       |       |       |
| ↗3343 |       |       |       |       |       |       |

Национальный состав
По итогам переписи населения 2010 года в селе Тищенском проживали следующие национальности (национальности менее 1 %, см. в сноске к строке «Другие»):
| Национальность | Численность | Процент |
| -------------- | ----------- | ------- |
| Русские        | 2887        | 86,83   |
| Корейцы        | 120         | 3,61    |
| Армяне         | 57          | 1,71    |
| Украинцы       | 52          | 1,56    |
| Лезгины        | 35          | 1,05    |
| Табасараны     | 33          | 0,99    |
| Другие         | 141         | 4,24    |
| Итого          | 3325        | 100,00  |

## Инфраструктура
В селе имеются детский сад № 30, средняя общеобразовательная школа № 8, филиал Изобильненской музыкальной школы, Тищенский сельский Дом культуры, библиотека № 5, Центр временного размещения вынужденных переселенцев, Изобильненский социально-реабилитационный центр для несовершеннолетних, врачебная амбулатория.
Уличная сеть насчитывает 18 улиц и 5 переулков. Между переулком Толстого и улицей Мира расположено общественное открытое кладбище площадью 45 100 м².

## Транспорт
Из Тищенской автостанции регулярно ходят автобусы по маршруту «Тищенское — Изобильный» и «Изобильный — Тищенское», «Тищенское — Ставрополь» и «Ставрополь — Тищенское».

## Экономика
Находящиеся на территории села предприятия специализируются на рыбоводстве и растениеводстве. Наиболее значимыми из них являются ОАО «Тищенское» (образовано 1 июня 1966 года как совхоз Тищенский"), СПК «Ставропольский» (образован 20 февраля	1978 года как рыбосовхоз «Ставропольский», ООО «Агросахар».

## Религия
- Храм Успения Пресвятой Богородицы

## Памятники
- Братская могила красных партизан, погибших в годы гражданской войны. 1918—1920, 1966 года[3][28].
- Памятник Герою Советского Союза А. В. Грязнову (скульптор Н. Ф. Санжаров)[3].
- Памятник погибшим в годы Великой Отечественной войны (скульптор Н. Ф. Санжаров)[3].